# Magic Moments
Magic Moments – druga solowa płyta Johna Portera, wydana w 1983. Nagrania, z których powstał album, zarejestrowane zostały podczas koncertów w krakowskim Teatrze STU w dniach 16 i 17 listopada 1982. John Porter był jedynym wykonawcą: grał na gitarze i śpiewał skomponowane przez siebie utwory. Muzyk był też autorem tekstów wszystkich wykonywanych wtedy piosenek.
Firmą-producentem nagrania był PolJazz Warszawa. Na płycie i okładce widnieje również logo Musicoramy. Winylowy LP wytłoczony został przez wytwórnię Pronit z numerem katalogowym M 0007.

## Lista utworów
Strona A
| 1. | "Caravana Lover"            | 4:36  |
|    |                             |       |
| 2. | "Too Much Trouble"          | 4:29  |
|    |                             |       |
| 3. | "Magic Moments"             | 5:46  |
|    |                             |       |
| 4. | "Not Standing, Not Dancing" | 4:26  |
|    |                             |       |
|    |                             | 19:17 |
|    |                             |       |
Strona B
| 5. | "Still in Warsaw"   | 7:50  |
|    |                     |       |
| 6. | "Faces and Waves"   | 5:01  |
|    |                     |       |
| 7. | "Stoned Livin'"     | 4:02  |
|    |                     |       |
| 8. | "I'm Just a Singer" | 4:45  |
|    |                     |       |
|    |                     | 21:38 |
|    |                     |       |

## Informacje uzupełniające
- Dźwięk (koncert) – Aleksander Galas, Wojciech Siwiecki
- Remix – Studio ZPR-Teatr STU
- Inżynierowie dźwięku – Jacek Mastykarz, Dodek Żywioł
- Projekt graficzny okładki, kierownictwo artystyczne – „Galeria Działań” Janusz Ducki